# Bakenrenef (Wesir)

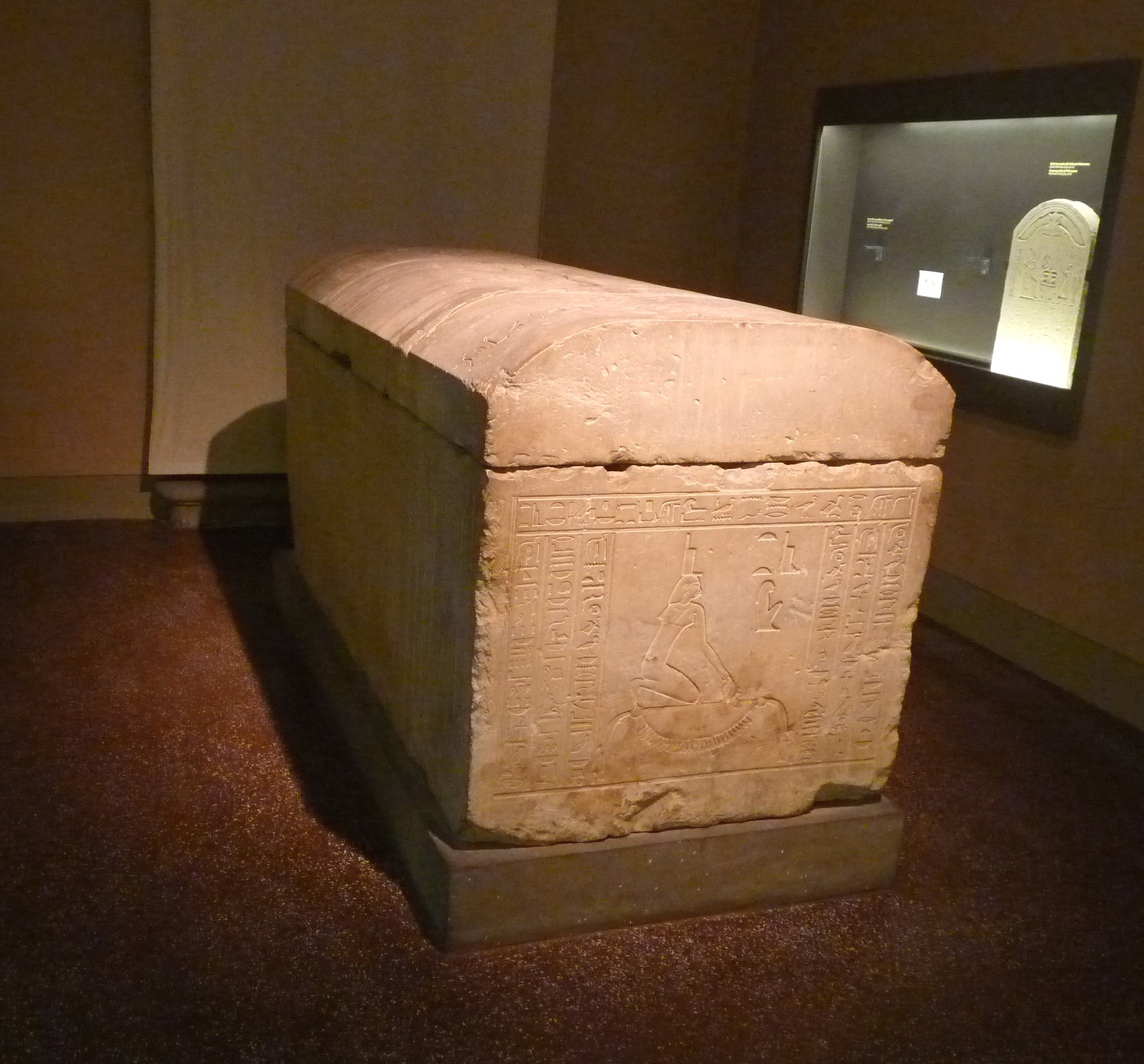
Sarkophag des Bakenrenef

Bakenrenef war ein altägyptischer Wesir der 26. Dynastie (Spätzeit).
Seit dem Neuen Reich gab es zwei Wesire in Ägypten. Diese Teilung des Amtes wurde auch in der Spätzeit beibehalten. Der Amtsbereich von Bakenrenef lag in Unterägypten. Bakenrenef amtierte unter Psammetich I. (664 – 610 v. Chr.). Sein Vater war der Bürgermeister Padineit, seine Mutter eine gewisse Tageb. Nach Chaemwaset (19. Dynastie) führte er wieder den Titel „Iunmutef, Reiniger des großen Hauses“ in seiner Titulatur.
Bakenrenef ist aber vor allem von seinem großen Felsengrab in Sakkara bekannt, dessen Kulträume mit Reliefs dekoriert waren. Felsgrabanlagen dieser Art sind aus dieser Periode, vor allem aus Sakkara, kaum bekannt. Die Dekoration dieser Anlage zeigt meist Szenen aus dem Totenbuch und den Unterweltsbüchern. Der Sarkophag des Wesirs befindet sich heute in Florenz.
Die Dekoration des Grabes wurde noch weitestgehend intakt von der Lepsiusexpedition in der Mitte des 19. Jahrhunderts vorgefunden und kopiert. Seitdem ist das Grab aber verwüstet worden. Die meisten Reliefs wurden aus den Wänden herausgebrochen und an verschiedene Museen und Privatsammler verkauft. Seit ca. 20 Jahren arbeitet hier eine italienische Expedition, die auch Grabkammern aus der 30. Dynastie fand, in denen wiederum auch Wesire begraben wurden.